# Сироватко Віталій Григорович
Віталій Григорович Сироватко (28 квітня 1940 — 16 лютого 2024) — радянський господарський, державний і політичний діяч.

## Біографія
Народився в 1940 році в Кременчуці. Член КПРС.
Із 1959 року-на господарській, громадській і політичній роботі. У 1959—2003 рр. — фрезерувальник-гравірувальник, майстер цеху Армавірського заводу випробовувальних машин, інструктор Краснодарського крайкому ВЛКСМ, перший секретар міськкому комсомолу міста Кропоткін, на армійській службі, секретар, перший секретар Краснодарського крайового комітету ВЛКСМ, перший секретар Кавказького райкому КПРС, завідувач відділом організаційно-партійної роботи Краснодарського крайкому КПРС, інструктор відділу сільського господарства і харчової промисловості ЦК КПРС, секретар Брянського обкому КПРС, голова Брянського облвиконкому. Багато працював над ліквідацією наслідків аварії на Чорнобильській АЕС на Брянщині, голова комісії з національно-державного устрою Ради національностей РРФСР, секретар Президії Верховної Ради РРФСР, начальник відділу, заступник, перший заступник генерального директора підприємства ТОВ «Мострансгаз», генеральний директор ТОВ "Агрофірма «Мосагрогаз».
Делегат XXIV і XXVIII з'їздів КПРС.
Обирався народним депутатом Росії.
Жив у Москві. Помер 16 лютого 2024 року.